# Cross Gate 2008 -Chaotic Sorrow-
CROSS GATE 2008 -chaotic sorrow-, es un álbum recopilatorio realizado por las compañías discográficas Sherow Artist Society y Under Code Production, ambas dirigidas especialmente a la escena Visual kei. Fue lanzado el 26 de marzo de 2008 y contó con la participación de las bandas Chariots, Matenrou Opera, Siva, Nega, Versailles y el cantante Juka.

## Lista de canciones
| CD  |               |        |         |                |          |  |
| N.º | Título        | Letras | Música  | Intérprete     | Duración |  |
| 1.  | «Jade»        | Riku   | Tomo    | Chariots       | 4:31     |  |
| 2.  | «honey drop»  | Sono   | Sono    | Matenrou Opera | 4:02     |  |
| 3.  | «concealment» | Kairi  | Yuuichi | Siva           | 5:36     |  |
| 4.  | «Suimenka»    | Juka   | Hizaki  | Juka           | 3:23     |  |
| 5.  | «enemy»       | Nega   | Nega    | Nega           | 4:24     |  |
| 6.  | «Sforzando»   | Kamijo | Kamijo  | Versailles     | 4:56     |  |